# حاجي أباد (شاهين دج)
حاجي أباد هي قرية في مقاطعة شاهين دج، إيران. عدد سكان هذه القرية هو 808 في سنة 2006.